# Koninklijke Lyra
Koninklijke Lyra was een in 1909 opgerichte Belgische voetbalclub uit Lier. De club was bij de KBVB aangesloten met stamnummer 52 en had rood-witte kleuren. Lyra speelde 12 seizoenen in eerste klasse en 28 seizoenen tweede. In 1935 werd de finale van de Beker van België verloren van Daring Club de Bruxelles. Lyra maakte deel uit van de gelijknamige omnisportvereniging. De voetbalclub verdween in 1972, toen deze opging in stadsgenoot K Lierse SK, maar werd in hetzelfde jaar nog terug heropgericht als Koninklijke Lyra TSV.
De naam "Lyra" is afkomstig van de Latijnse benaming voor de stad Lier.

## Geschiedenis

### Ontstaan
In 1891 werd in Lier de Zang- en Toneelmaatschappij Nut en Vermaak opgericht. Deze werd in 1899 uitgebreid met een sportafdeling voor gymnastiek. In 1907 ontstond Liersche VC onder leiding van de gebroeders Geboers en werd er gevoetbald tegen Guardia SC, het latere Sint-Ignatius SC. Er werd menige keren vriendschappelijk tegen gevoetbald. In 1908 werd een bestuur opgericht met als eerste voorzitter Herman Fabri. Liersche VC had echter nog geen voetbalveld en vroeg aan buur Liersche SK om mee het speelveld "Kloosterheide" te mogen gebruiken maar dat werd geweigerd. De Sportkring wou een versmelting van de Voetbalclub en hernoemen als Stade Lierrois of FC Lierrois maar de mannen van Liersche VC richten op 17 januari 1909 TSV Lyra, voluit Turn- en Sportvereniging Lyra, op en sloten zich aan bij de Belgische voetbalbond. De club werd opgericht in het reeds verdwenen Café De Valk, op de restanten van Nut en vermaak, door enkele studenten en leden van de katholieke burgerij. Deze vereniging sloot zich onmiddellijk aan bij de UBSSA. Oorspronkelijk werd enkel gymnastiek, voetbal en toneel beoefend, maar Lyra zou zich in de loop der jaren ontwikkelen tot een echte omnisportvereniging. Zo werd in 1921 gestart met een tennisafdeling, in 1944 volgde een basketafdeling en in 1947 een atletiekafdeling.

### Opgang naar eerste klasse

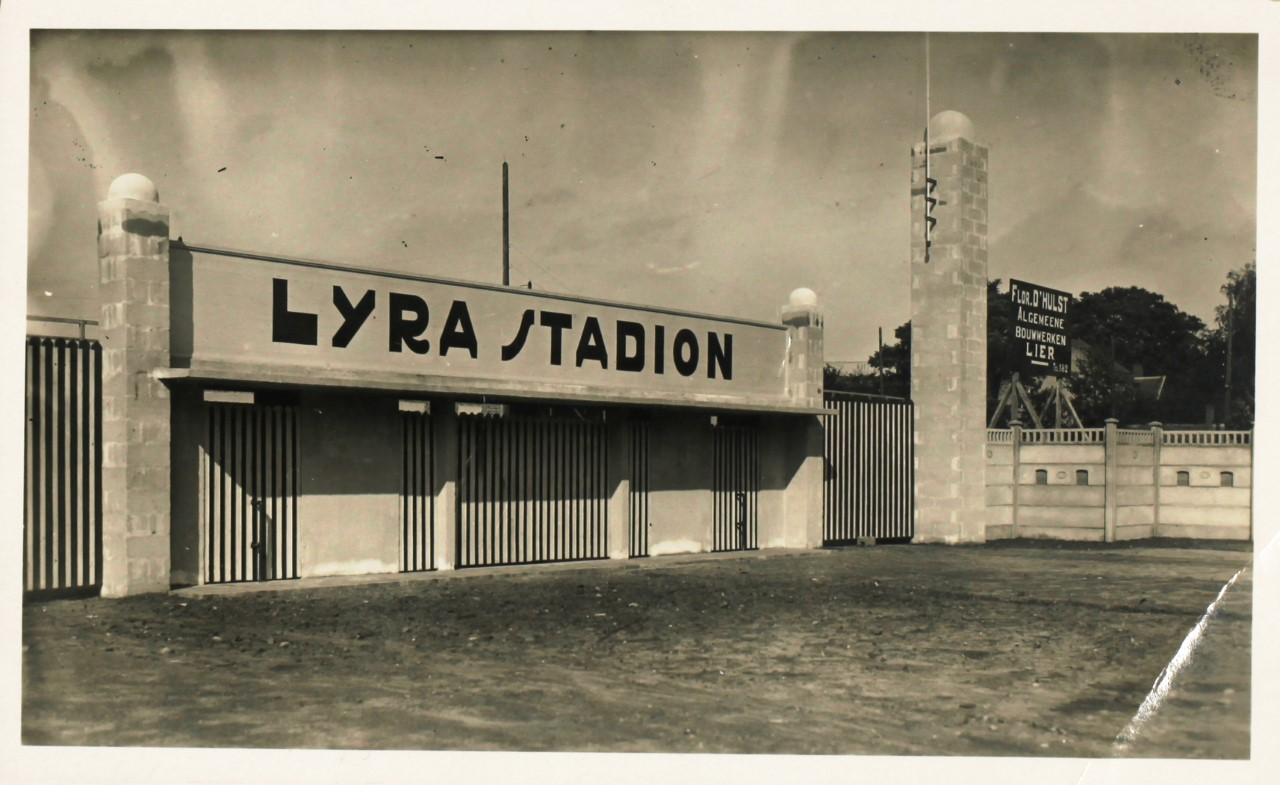
Lyra stadion jaren 1920 aan de Mechelsesteenweg

De voetbalafdeling had het aanvankelijk moeilijk een geschikt terrein te vinden. Eerst huurde men een weide aan de huidige Zuid-Australiëlaan, maar in 1912 werd verhuisd naar de locatie aan de Mechelsesteenweg. Deze locatie werd voor 99 jaar gehuurd van baron du Roy de Wichem.

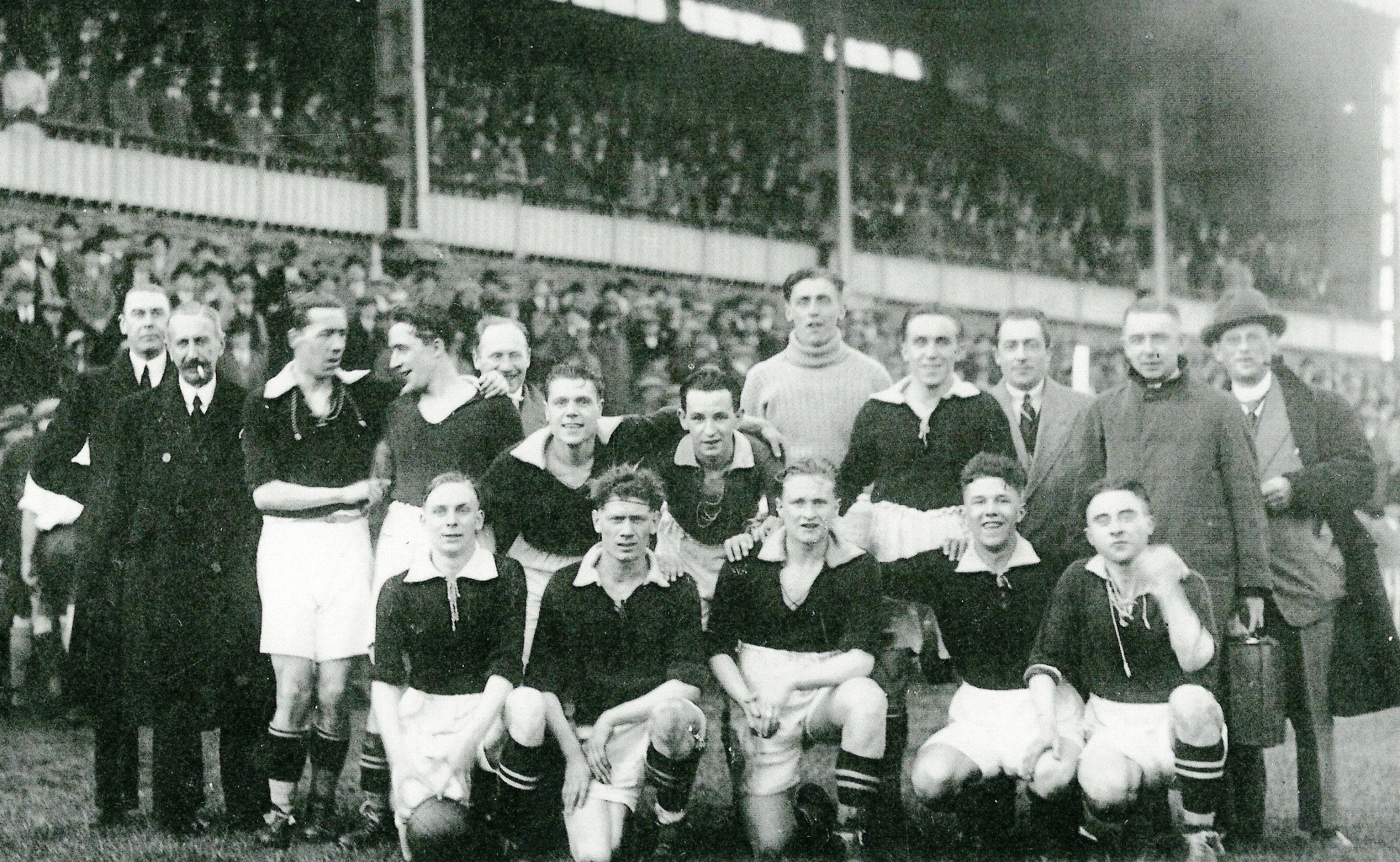
Kampioenenploeg Lyra die in 1932 promotie afdwong naar de Ere afdeling. Staand van links naar rechts: Denis Goossens, Staf Crokaerts, Fons Leys, Nest Smits, René Dierckx en Sus Van Dessel. Zittend: Tony Heremans, Jakke Janssens, Jos Lemmens, Staf Provo en Toon Franckx

Lyra ging in zijn eerste seizoen 1910-11 van start in de 3e Gewestelijke Afdeling Antwerpen, destijds het vierde niveau, en speelde in zijn eerste seizoen kampioen. Het daaropvolgende seizoen werd in 2e Gewestelijke een 2e plaats behaald, waardoor Lyra zich voor de nationale eindronde kwalificeerde. In de eindronde werd promotie afgedwongen, zodat de club in 1913 voor het eerst verscheen op het tweede nationale niveau (later de Tweede Klasse), en dit als eerste van de stad Lier. Het zou ook als eerste ploeg uit Lier de eerste Rode Duivel afleveren als zijnde Jacques Van De Velde. Het eerste seizoen werd degradatie ternauwernood vermeden en moest op het einde van de competitie een testwedstrijd tegen Excelsior FC Hasselt gewonnen worden om het behoud te verzekeren. Nadien zou Lyra 20 jaar lang in tweede nationale blijven. Enkel in 1926 kwam men in nauwe schoentjes toen Tweede Klasse van twee reeksen teruggebracht werd naar één reeks. Slechts de eerste zeven ploegen van elke reeks bleef in tweede klasse en Lyra eindigde gelijk met CS Tongrois op de zevende plaats. Lyra won opnieuw de testwedstrijd om het behoud. Na dat seizoen werd de Engelsman Jack Mew die 14 jaar voor Manchester United had gespeeld, als trainer aangetrokken, betaald met fondsen die door de supporters werden ingezameld. In 1932 pakte Lyra de titel in zijn reeks en promoveerde voor het eerst naar de ereafdeling. De ploeg die kampioen speelde bestond uit 11 spelers die allen in Lier woonden. Daar trof de club stadsgenoot K. Liersche SK aan, dat net voor het eerst landskampioen was geworden.

### Eerste klasse
Het eerste seizoen werd Lyra meteen 6de in de eindstand, het best behaalde resultaat ooit. In 1934 kreeg de club bij zijn 25-jarig bestaan de titel "koninklijke" en wijzigde de naam naar Koninklijke Maatschappij Lyra. Het daaropvolgende seizoen haalde men de bekerfinale met elf Lierenaars, die verloren werd van Daring Club de Bruxelles met 3-2. In 1938 zakte Lyra naar terug naar tweede klasse. De hoofdoorzaak was een conflict met meerdere basisspelers dat niet opgelost raakte, waardoor Lyra dat seizoen met acht junioren in de ploeg aantrad. De naam van de club werd in 1939 in Koninklijke Lyra gewijzigd.
In 1940/41 tijdens de Tweede Wereldoorlog werd een noodcompetitie 20 teams in 2 regionale reeksen ingericht, waaraan ook Lyra mocht deelnemen. Tijdens de normale competitie het volgende jaar speelde Lyra eerst weer in tweede klasse, maar de club won in 1943 zijn reeks en promoveerde zo weer naar eerste klasse. Men had weer een nieuw toptalent Gustaaf Van den Bergh die 30 doelpunten scoorde in 21 wedstrijden. De wedstrijden van de competitie van het seizoen 1943/44 verliepen omwille van de oorlog heel onregelmatig, Lyra werd dat seizoen voorlaatste en degradeerde weer ondanks de twintig doelpunten van Van den Bergh. In 1946 won Lyra opnieuw zijn reeks en dwong opnieuw een promotie naar het hoogste niveau af. Ditmaal kon Lyra zich daar tot 1950 handhaven, toen de club weer terugzakte.

### Neergang en schrapping
In 1953 werd Lyra opnieuw kampioen in tweede klasse en promoveerde zo samen met stadsgenoot en vicekampioen Lierse opnieuw naar eerste. Het seizoen 1953-54 zou het allerlaatste in eerste klasse worden. Hoewel in 1957 de promotie naar eerste slechts op 1 puntje werd gemist, ging het steeds slechter en de club zakte definitief weg. In 1961 volgde zelfs de degradatie naar derde klasse, na 48 jaar in de twee hoogste afdelingen. De toeschouwersaantallen liepen sterk terug en financiële problemen staken de kop op. In 1971 werd de naam van de club gewijzigd in Koninklijke Voetbalvereniging Lyra, toen de voetbalafdeling zich losmaakte van de omnisportvereniging om fusiegesprekken met stadsgenoot Lierse SK aan te knopen. In het seizoen 1971-72 eindigde men als dertiende in derde klasse.
Op 12 april 1972 ging de voetbalafdeling van Lyra uiteindelijk op in K. Lierse SK. De opslorping had als gevolg dat het stamnummer 52 van Lyra werd geschrapt van de bondslijsten. Lierse SK werd hernoemd naar Koninklijke Lierse Sportvereniging (K. Lierse SV), maar deze naam werd in 1982 terug veranderd in Koninklijke Lierse Sportkring.

## Heroprichting
In tegenstelling tot fusies rond dezelfde periode van clubs in andere steden als Kortrijk, Hasselt, Tongeren en Lokeren, konden enkele Lyra-getrouwen zich niet verzoenen met de fusie met de oude rivaal. Lyra moest alle spelers, materiaal en trofeeën afstaan aan Lierse dat ook hoopte op de terreinen van Lyra, maar deze bleven eigendom van de hoofdmaatschappij. Dit zorgde voor de nodige wrevel bij de omnisportvereniging Lyra zodat deze op 16 juni 1972 besliste een nieuwe voetbalclub op te richten. Deze club, Koninklijke Lyra TSV ontving van de KBVB stamnummer 7776. Aangezien de nieuwe club geen enkele speler bezat, kreeg men van de KBVB na het sluiten van de transferperiode nog enkele weken de tijd om een kern samen te stellen. Met enkele vrije spelers (destijds was men een vrije speler boven de 35 jaar) ging het "nieuwe" Lyra in 1972 van start in de allerlaagste afdeling, vierde provinciale. Vele sympathisanten keerden terug, en hoewel Lyra in zijn laatste seizoenen in derde klasse amper nog een paar honderd toeschouwers lokte, zouden in het eerste seizoen vierde provinciale gemiddeld ongeveer 1500 toeschouwers de thuiswedstrijden bijwonen. Uiteindelijk kon dit nieuwe Lyra TSV zich terug tot de nationale afdelingen opwerken. Op 1 juli 2017 kocht Lyra TSV het oude stamnummer terug en was daarmee de eerste club ooit die dit realiseerde.

## Erelijst (nationale reeksen)
Beker van België
finalist (1):  1934/35
tweede klasse
winnaar (4): 1931/32, 1942/43, 1945/46, 1952/53
Topschutter Eerste Afdeling (Tweede Klasse)
winnaar (4): Alfons Sels (1925), Jef Piedfort (1953, 1956, 1957)

## Resultaten
| Seizoen                                                                                   | Klasse | Klasse | Klasse | Klasse | Reeks                                     | Punten                                    | Opmerkingen                                                                  | Beker van België |
|                                                                                           | I      | II     | P.I    | P.II   |                                           |                                           |                                                                              | Beker van België |
| ----------------------------------------------------------------------------------------- | ------ | ------ | ------ | ------ | ----------------------------------------- | ----------------------------------------- | ---------------------------------------------------------------------------- | ---------------- |
| Als TSV Lyra (Turn en Sportvereniging Lyra)                                               |        |        |        |        |                                           |                                           |                                                                              |                  |
| 1911/12                                                                                   |        |        |        | 1      | 3e Gewestelijke B                         | 28                                        | Promotie door een eerste plaats in de competitie.                            | --               |
| 1912/13                                                                                   |        |        | 2      |        | 2e Gewestelijke A                         | 18                                        | Promotie via een nationale eindronde                                         | --               |
| 1913/14                                                                                   |        | 10     |        |        | Bevordering                               | 19                                        | Testwedstrijd voor het behoud werd met 1-0 gewonnen van Excelsior FC Hasselt | 1/16             |
| Door de Eerste Wereldoorlog werden er vanaf 1914 tot 1919 geen competities georganiseerd. |        |        |        |        |                                           |                                           |                                                                              |                  |
| 1919/20                                                                                   |        | 4      |        |        | Bevordering                               | 26                                        |                                                                              |                  |
| 1920/21                                                                                   |        | 5      |        |        | Bevordering                               | 27                                        |                                                                              |                  |
| 1921/22                                                                                   |        | 7      |        |        | Bevordering                               | 25                                        |                                                                              |                  |
| 1922/23                                                                                   |        | 9      |        |        | Bevordering                               | 21                                        |                                                                              |                  |
| 1923/24                                                                                   |        | 9      |        |        | Bevordering B                             | 26                                        |                                                                              |                  |
| 1924/25                                                                                   |        | 6      |        |        | Bevordering A                             | 24                                        |                                                                              |                  |
| 1925/26                                                                                   |        | 6      |        |        | Bevordering B                             | 29                                        | Testwedstrijd voor behoud werd gewonnen van CS Tongrois                      |                  |
|                                                                                           | I      | II     | III    | P.I    | Vanaf 1926/27 zijn er 3 nationale niveaus | Vanaf 1926/27 zijn er 3 nationale niveaus | Vanaf 1926/27 zijn er 3 nationale niveaus                                    | Beker            |
| 1926/27                                                                                   |        | 9      |        |        | Eerste Afdeling                           | 23                                        |                                                                              | --               |
| 1927/28                                                                                   |        | 3      |        |        | Eerste Afdeling                           | 37                                        |                                                                              |                  |
| 1928/29                                                                                   |        | 3      |        |        | Eerste Afdeling                           | 34                                        |                                                                              |                  |
| 1929/30                                                                                   |        | 8      |        |        | Eerste Afdeling                           | 27                                        |                                                                              |                  |
| 1930/31                                                                                   |        | 5      |        |        | Eerste Afdeling                           | 30                                        |                                                                              |                  |
| 1931/32                                                                                   |        | 1      |        |        | Eerste Afdeling A                         | 36                                        |                                                                              |                  |
| 1932/33                                                                                   | 6      |        |        |        | Ere Afdeling                              | 28                                        |                                                                              |                  |
| 1933/34                                                                                   | 7      |        |        |        | Ere Afdeling                              | 26                                        |                                                                              |                  |
| Als KM Lyra (Koninklijke Maatschappij Lyra)                                               |        |        |        |        |                                           |                                           |                                                                              |                  |
| 1934/35                                                                                   | 12     |        |        |        | Ere Afdeling                              | 19                                        |                                                                              | Finale           |
| 1935/36                                                                                   | 10     |        |        |        | Ere Afdeling                              | 21                                        |                                                                              |                  |
| 1936/37                                                                                   | 12     |        |        |        | Ere Afdeling                              | 15                                        |                                                                              |                  |
| 1937/38                                                                                   | 13     |        |        |        | Ere Afdeling                              | 16                                        |                                                                              |                  |
| 1938/39                                                                                   |        | 2      |        |        | Eerste Afdeling A                         | 38                                        |                                                                              |                  |
| 1939/40                                                                                   |        |        |        |        |                                           |                                           | Wegens de Tweede Wereldoorlog werd geen competitie afgewerkt.                |                  |
| Als K. Lyra (Koninklijke Lyra)                                                            |        |        |        |        |                                           |                                           |                                                                              |                  |
| 1940/41                                                                                   | 4      |        |        |        | Ere afdeling A                            | 10                                        | Wegens WOII was dit een niet-officiële competitie                            |                  |
| 1941/42                                                                                   |        | 3      |        |        | Eerste Afdeling A                         | 34                                        |                                                                              |                  |
| 1942/43                                                                                   |        | 1      |        |        | Eerste Afdeling A                         | 51                                        |                                                                              |                  |
| 1943/44                                                                                   | 15     |        |        |        | Ere Afdeling                              | 19                                        |                                                                              |                  |
| 1944/45                                                                                   |        |        |        |        |                                           |                                           | Wegens WOII speelde Lyra geen competitie.                                    |                  |
| 1945/46                                                                                   |        | 1      |        |        | Eerste Afdeling B                         | 52                                        |                                                                              |                  |
| 1946/47                                                                                   | 8      |        |        |        | Ere Afdeling                              | 36                                        |                                                                              |                  |
| 1947/48                                                                                   | 11     |        |        |        | Ere Afdeling                              | 27                                        |                                                                              |                  |
| 1948/49                                                                                   | 11     |        |        |        | Ere Afdeling                              | 26                                        |                                                                              |                  |
| 1949/50                                                                                   | 15     |        |        |        | Ere Afdeling                              | 19                                        |                                                                              |                  |
| 1950/51                                                                                   |        | 6      |        |        | Eerste Afdeling B                         | 32                                        |                                                                              |                  |
| 1951/52                                                                                   |        | 3      |        |        | Eerste Afdeling B                         | 36                                        |                                                                              |                  |
|                                                                                           | I      | II     | III    | IV     | Vanaf 1952/53 zijn er 4 nationale niveaus | Vanaf 1952/53 zijn er 4 nationale niveaus | Vanaf 1952/53 zijn er 4 nationale niveaus                                    | Beker            |
| 1952/53                                                                                   |        | 1      |        |        | Tweede Klasse                             | 41                                        |                                                                              |                  |
| 1953/54                                                                                   | 16     |        |        |        | Eerste Klasse                             | 15                                        |                                                                              | 1/16             |
| 1954/55                                                                                   |        | 4      |        |        | Tweede Klasse                             | 33                                        |                                                                              | 1/32             |
| 1955/56                                                                                   |        | 7      |        |        | Tweede Klasse                             | 31                                        |                                                                              | 1/64             |
| 1956/57                                                                                   |        | 3      |        |        | Tweede Klasse                             | 38                                        |                                                                              |                  |
| 1957/58                                                                                   |        | 10     |        |        | Tweede Klasse                             | 28                                        |                                                                              |                  |
| 1958/59                                                                                   |        | 8      |        |        | Tweede Klasse                             | 31                                        |                                                                              |                  |
| 1959/60                                                                                   |        | 6      |        |        | Tweede Klasse                             | 31                                        |                                                                              |                  |
| 1960/61                                                                                   |        | 16     |        |        | Tweede Klasse                             | 15                                        |                                                                              |                  |
| 1961/62                                                                                   |        |        | 11     |        | Derde Klasse A                            | 26                                        |                                                                              |                  |
| 1962/63                                                                                   |        |        | 7      |        | Derde Klasse B                            | 30                                        |                                                                              |                  |
| 1963/64                                                                                   |        |        | 2      |        | Derde Klasse B                            | 39                                        |                                                                              | 1/32             |
| 1964/65                                                                                   |        |        | 4      |        | Derde Klasse A                            | 33                                        |                                                                              | 1/32             |
| 1965/66                                                                                   |        |        | 5      |        | Derde Klasse A                            | 33                                        |                                                                              | 1/32             |
| 1966/67                                                                                   |        |        | 12     |        | Derde Klasse B                            | 28                                        |                                                                              | 1/16             |
| 1967/68                                                                                   |        |        | 9      |        | Derde Klasse A                            | 31                                        |                                                                              | 1/4              |
| 1968/69                                                                                   |        |        | 4      |        | Derde Klasse A                            | 39                                        |                                                                              | 1/32             |
| 1969/70                                                                                   |        |        | 9      |        | Derde Klasse B                            | 31                                        |                                                                              | 4R               |
| 1970/71                                                                                   |        |        | 9      |        | Derde Klasse A                            | 28                                        |                                                                              | 1/32             |
| Als KVV Lyra (Koninklijke Voetbalvereniging Lyra)                                         |        |        |        |        |                                           |                                           |                                                                              |                  |
| 1971/72                                                                                   |        |        | 13     |        | Derde Klasse B                            | 22                                        |                                                                              | 1/32             |
| Stamnummer 52 geschrapt, door fusie met K. Lierse SK                                      |        |        |        |        |                                           |                                           |                                                                              |                  |

## Bekende oud-spelers
- Jos De Raet
- Alfons Dresen
- Toon Franckx
- Jos Geysen
- Denis Goossens[15]
- Robert Paelinck
- Jef Piedfort[16]
- Jacques Van De Velde (eerste speler van Lyra die voor de Rode Duivels aantreedt.[10])
- Raymond Van Gestel[17]
- Albert "Jeng" Vekemans
- Marcel Vercammen
- Jos Van Bergen
- Staf Van den Bergh
- Fille Peeters
- Frans Van Dessel
- Fons Le Clerq
- Eduard Van Roey

## Trivia
In 2016 verscheen een boek over de 107-jarige historiek van Lyra TSV getiteld "Kon. Lyra TSV 100 plus".